# Фобос (спътник)
Вижте пояснителната страница за други значения на Фобос.
Фобос е по-големият и на по-ниска орбита естествен спътник на Марс. Той носи името на бога на страха от древногръцката митология Фобос – син на бог Арес и брат на бога на ужаса Деймос, на когото е кръстен другият спътник на Марс – Деймос. Фобос е на най-ниска орбита от всички други спътници в Слънчевата система – на 6000 km над повърхността на Марс. Спътникът е и един от най-малките известни.

## Откриване
Фобос е открит от американския астроном Асаф Хал на 18 август 1877 г. във Военноморската обсерватория в гр. Вашингтон, САЩ, в 21:14 часа по Гринуич. Асаф Хал открива също Деймос, другия спътник на Марс.
Имената на спътниците са предложени от Хенри Мадан (1838 – 1901), директор на науките в Итън Колидж. Той ги избира от Илиада, песен XV, където Арес призовава Ужас (Деймос) и Страх (Фобос).
Фобос е сниман за първи път отблизо от американските апарати Маринър 9 през 1971 г. и Викинг 1 през 1977 г., съветския Фобос 2 през 1988 г. и американския Марс глобъл сървейър през 1998 и 2003 г.

## Орбитални характеристики
За Фобос е характерно синхронното въртене – той винаги е обърнат с една и съща страна към Марс. Намира се на подстационарна орбита, извършвайки една орбита по-бързо от времетраенето на деня на планетата. Поради тази причина, наблюдаван от повърхността на Марс, Фобос изгрява от запад, за около 4 часа и 15 минути се придвижва на изток през небосвода и залязва на източния хоризонт. За един марсиански ден Фобос изгрява и залязва средно два пъти (през 11 часа и 6 минути). Поради близостта му до планетата Фобос не може да се наблюдава на ширини по-големи от 70,4°.
Ниската орбита на Фобос предопределя неговото разрушение в даден момент в бъдещето. Приливните сили на Марс снижават неговата орбита с около 1,8 сантиметра на година. След около 50 милиона години Фобос или ще падне на повърхността на Марс, или ще се разпръсне в планетарен пръстен, когато премине границата на Рош, намираща се на 8400 km от центъра на Марс.
Наблюдаван от марсианския екватор, Фобос има видим диаметър приблизително равен на 1/3 от лунния. Наблюдатели на по-големи ширини (но по-малки от 70,4°) ще наблюдават по-малък видим диаметър поради увеличеното разстояние до Фобос. Големината на Фобос по времето на прехода му през небосвода от запад на изток се изменя в рамките на 45% поради приближаването и отдалечаването му от наблюдателя на повърхността. Ъгловият диаметър на Фобос е около 0,14° непосредствено след изгрев и непосредствено преди залез и 0,20° в зенит. За сравнение ъгловият диаметър на Слънцето е 0,35°.

## Физически характеристики
Фобос има ниско албедо и най-вероятно е C-клас астероид, прихванат от гравитацията на Марс. Съставът му е подобен на богатите на въглерод C-клас астероиди в астероидния пояс. Марсианските луни са продълговати, тъй като поради малката им маса гравитацията не е достатъчна да ги направи сферични. Плътността на спътника обаче е твърде малка, за да бъда съставен изцяло от скали. Съветският апарат Фобос 2 разкри източник на газ на повърхността на спътника (най-вероятно водна пара), но апаратът претърпя повреда и не довърши наблюденията си. Скорошни снимки от Марс Глобъл Сървейър показват, че Фобос е покрит със слой от фин прах с дебелина около 1 метър, подобен на реголита на Луната.
Повърхността на Фобос е осеяна с множество кратери. Най-големият от тях е кратерът Стикни – моминското име на съпругата на Асаф Хал. Подобно на сатурновия спътник Мимас, сблъсъкът, породил кратера, почти е разрушил Фобос. На повърхността му се наблюдават пукнатини, вероятно причинени от сблъсъка. През ноември 2018 г. астрономите стигат до извода, че повечето пукнатини са причинени от отломките, търкалящи се по повърхността на Фобос след сблъсъка с астероида, създал кратера Стикни.
Размерите на Фобос са 27 × 21,6 × 18,8 km.

## Фобос и България
Принос в изследването на Фобос има астрономическата обсерватория в гр. Кърджали, България. Създаденият от инж. Пейчо Беляков космически прибор „РЕФЛЕКТРОН“ е включен като основен прибор в съветската програма Фобос, изстреляна на 7 юли 1988 г. от космодрума Байконур.